# Sperone (Messina)
Sperone (Spuruni in dialetto messinese) è una frazione di Messina, situata nella Circoscrizione VI, alla periferia nord della città.

## Storia
Sperone si trova tra Faro Superiore e Capo Peloro, lungo il torrente Papardo. Il paesello deve la sua nascita all'antica unione di due vasti terreni; in epoca moderna, l'aspetto di questa piccola frazione è caratterizzato dalla presenza di numerosi complessi abitativi, che si sono sviluppati nel corso del tempo attorno alla Chiesa della Madonna dei Miracoli, che è diventata di fatto il crocevia delle principali strade del paesello.
Gli abitanti vengono detti speronoti in Siciliano. Il Santo patrono è Sant'Antonio, tuttavia è forte la devozione alla Madonna dei Miracoli, alla quale sono dedicate le due chiese del luogo.
A Sperone è possibile trovare 2 luoghi di culto: la chiesa antica della Madonna dei Miracoli e la nuova chiesa, intitolata alla stessa santa. La chiesa antica si trova nel punto più alto del torrente Papardo, più in alto dell'omonimo centro ospedaliero.  La leggenda vuole che la chiesa sia stata edificata da dei marinai greci che trasportavano un'Icona della Madonna quando, arrivati sulla direttrice del Papardo, si dovettero fermare. Il capitano pensò che fosse volontà della Madonna che essa restasse in quei luoghi, dunque scesero per portarla alla chiesa più vicina, che era quella di Faro Superiore. Tuttavia, una volta giunti sul luogo dove verrà poi edificato il luogo di culto i marinai si bloccarono senza essere in grado di proseguire, così fu costruita la chiesetta. Essa crollò in occasione del Terremoto di Messina del 1908, ma furono gli abitanti locali stessi a ricostruirla.
La chiesa moderna, invece, venne edificata tra il 1959 ed il 1960 poiché si facevano sempre più insistenti le richieste della numerosa (ed in gran parte anziana) popolazione di Sperone per avere un luogo di culto più vicino al centro abitato (la precedente chiesa sorge fuori del villaggio, in campagna). Così l'Arcivescovo di Messina Angelo Paino fece edificare il nuovo luogo di culto.